# Dominio de Nueva Zelanda
El Dominio de Nueva Zelanda fue la sucesora histórica a la colonia de Nueva Zelanda. Fue una monarquía constitucional con un nivel alto de autogobierno dentro del Imperio británico.
Nueva Zelanda se convirtió en una colonia de la Corona británica separada en 1841 y recibió el gobierno responsable con la Ley de la Constitución en 1852. Nueva Zelanda optó por no participar en la Federación de Australia y se convirtió en el Dominio de Nueva Zelanda el 26 de septiembre de 1907, Día del Dominio, por proclamación de William Plunket. El estatus de dominio era una marca pública de la independencia política que había evolucionado durante medio siglo a través de un gobierno responsable.
Un poco menos de un millón de personas vivían en Nueva Zelanda en 1907 y ciudades como Auckland y Wellington estaban creciendo rápidamente. El Dominio de Nueva Zelanda permitió que el gobierno británico configurara su política exterior y siguió a Gran Bretaña hacia la Primera Guerra Mundial. Las Conferencias Imperiales de 1923 y 1926 decidieron que a Nueva Zelanda se le debería permitir negociar sus propios tratados políticos, y el primer tratado comercial fue ratificado en 1928 con Japón. Cuando estalló la Segunda Guerra Mundial en 1939, el gobierno de Nueva Zelanda tomó su propia decisión de entrar en la guerra.
En el período de posguerra, el término dominio cayó en desuso. La independencia total fue otorgada con el Estatuto de Westminster en 1931 y adoptada por el Parlamento de Nueva Zelanda en 1947. Sin embargo, la proclamación real de 1907 del estado de dominio nunca ha sido revocada y sigue vigente hoy.

## Estatus de Dominio

### Debate
La alteración en el estatus fue agitada por un sentimiento de los primeros ministros de las colonias autónomas del Imperio británico de que era necesario un nuevo término para diferenciarlas de las colonias no autónomas. En la Conferencia Imperial de 1907, se argumentó que las colonias autónomas que no tenían el nombre de "dominio" (como Canadá) o "mancomunidad" (como Australia) deberían designarse con algún título como "estado del imperio". Después de mucho debate sobre el léxico, se decidió el término "Dominio".
Después de la conferencia de 1907, la Cámara de Representantes de Nueva Zelanda aprobó una moción respetuosamente solicitando que el rey Eduardo VII "tome las medidas que considere necesarias" para cambiar la designación de Nueva Zelanda de colonia al de dominio.
La adopción de la designación de Dominio "elevaría el estatus de Nueva Zelanda", declaró el primer ministro, Sir Joseph Ward, y "... no tiene otro efecto que hacer el bien al país". Ward también tenía ambiciones imperiales regionales. Esperaba que la nueva designación le recordara al mundo que Nueva Zelanda no era parte de Australia. Dignificaría a Nueva Zelanda, un país que pensó que era "el centro natural para el gobierno del Pacífico Sur".
El líder del proyecto de ley de oposición Bill Massey, un ardiente imperialista, se opuso enérgicamente al estatus de dominio y sospechó que el cambio llevaría a demandas de aumentos en los salarios virreinales y ministeriales.

### Proclamación real
El 9 de septiembre de 1907 se emitió una proclamación real que otorgaba a Nueva Zelanda la designación de "Dominio". El 26 de septiembre, el primer ministro, Joseph Ward, leyó la proclamación de los pasos del Parlamento:

Eduardo R. & I. Considerando que tenemos en la Petición de los miembros del Consejo Legislativo y la Cámara de Representantes de Nuestra Colonia de Nueva Zelanda determinamos que el título de Dominio de Nueva Zelanda será sustituido por el de la Colonia de Nueva Zelanda como La designación de dicha colonia. Por lo tanto, hemos acordado, junto con el consejo de Nuestro Consejo Privado, emitir esta Nuestra Proclama Real y ordenamos, declaramos y ordenamos que, a partir del veintiséis de septiembre de cada año, mil nueve. ciento siete, dicha colonia de Nueva Zelanda y el territorio que les pertenece se llamarán y conocerán con el título de Dominio de Nueva Zelanda. Y por la presente damos nuestros comandos a todos los departamentos públicos en consecuencia. Dado en Nuestra Corte en el Palacio de Buckingham, el noveno día de septiembre, en el año de Nuestro Señor mil novecientos siete, y en el séptimo año de Nuestro Reino. Dios salve al Rey.

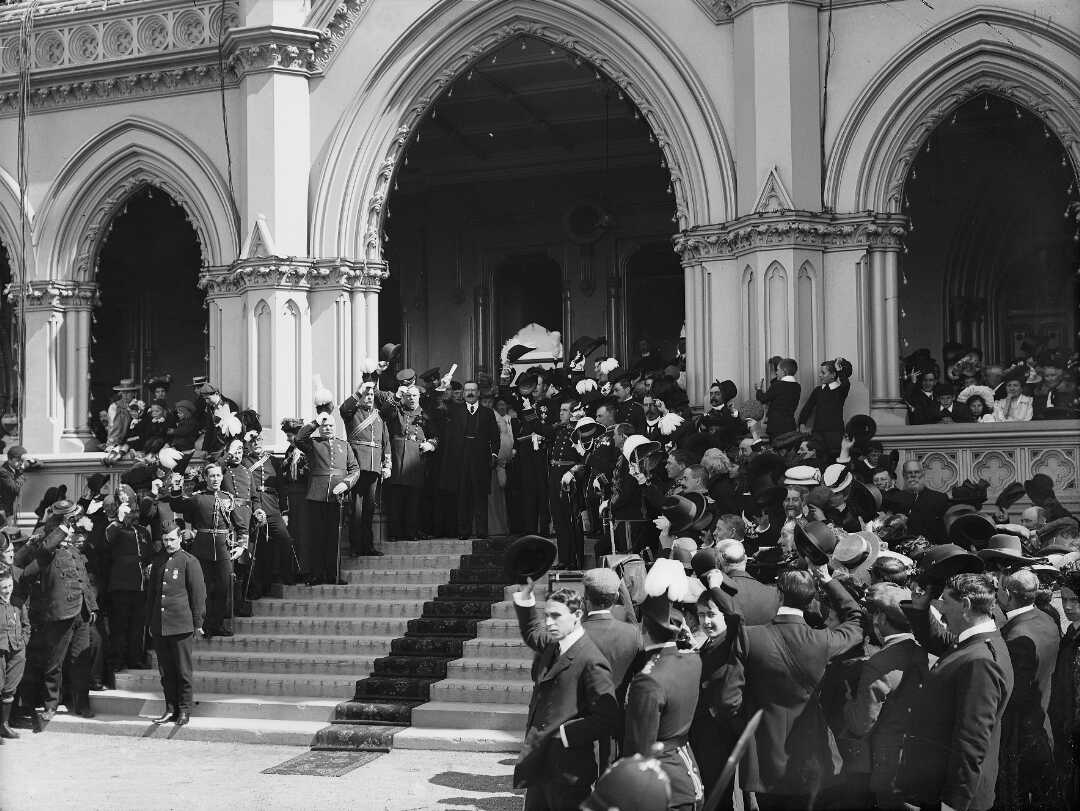
Lord Plunket declarando a Nueva Zelanda como un dominio, Wellington, 26 de septiembre de 1907.
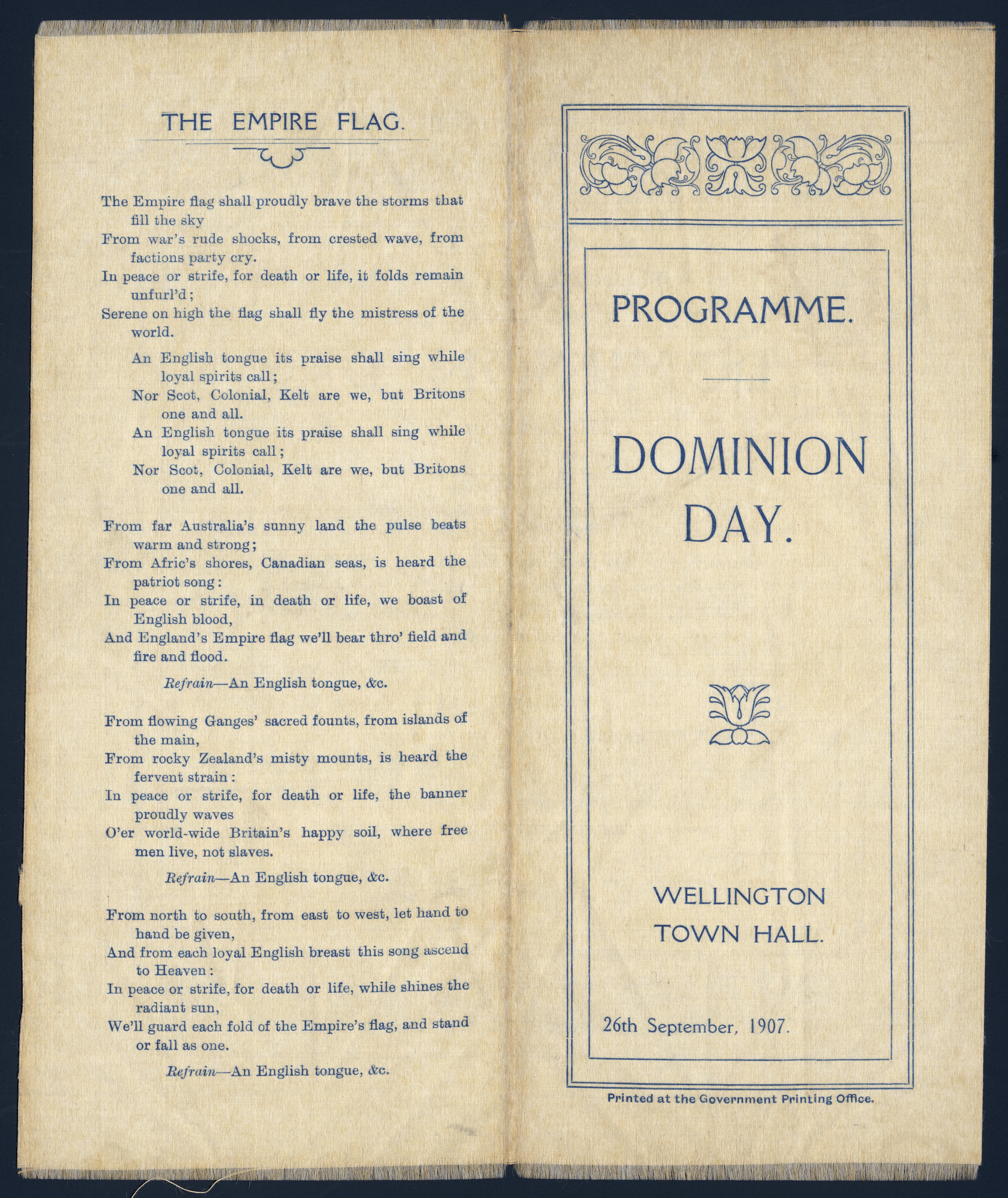
Programa para el servicio del Dominion Day en Wellington Town Hall.
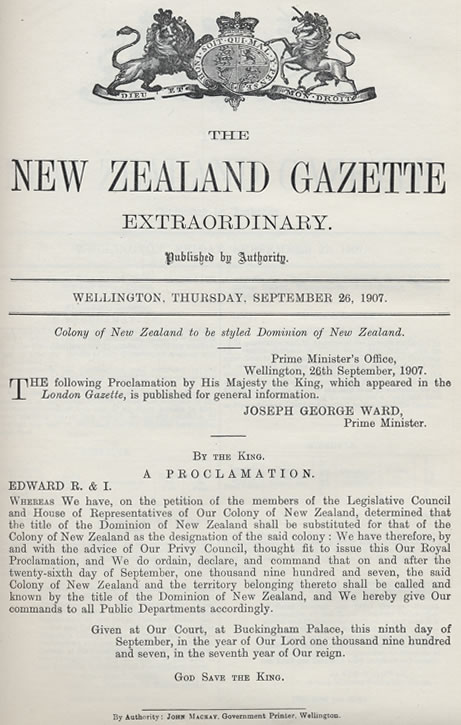
La Gaceta de Nueva Zelanda publicó la proclamación real.

### Efecto y recepción

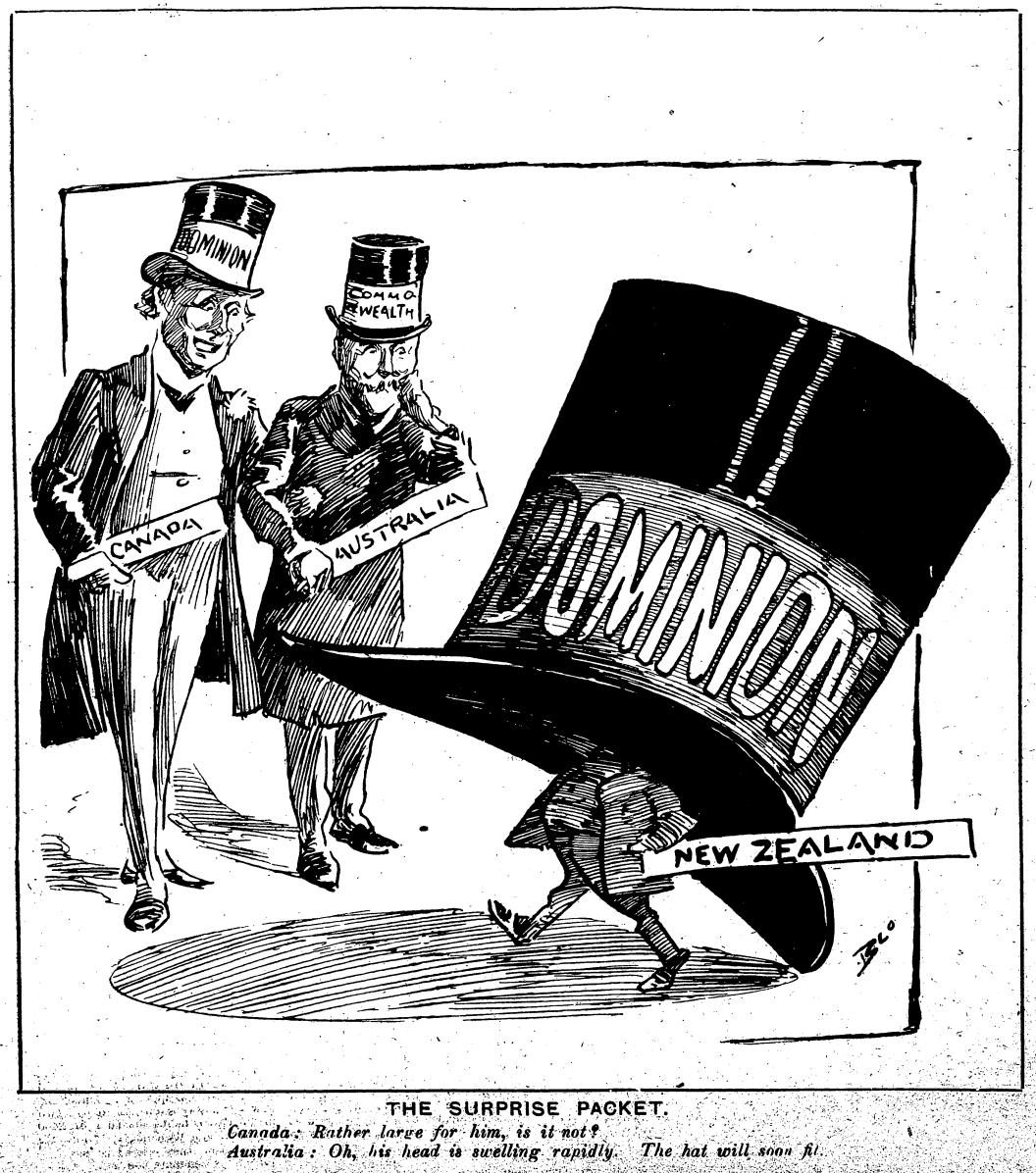
El New Zealand Observer (1907) muestra al primer ministro sir Joseph Ward como un enano pretencioso bajo un enorme sombrero de copa con el nombre "Dominion". La leyenda dice: El Paquete de Sorpresa: Canadá: Bastante grande para él, ¿no es así? Australia: Oh, su cabeza se está hinchando rápidamente. El sombrero pronto cabrá.

Con el logro del estatus de Dominio, el tesorero colonial se convirtió en ministro de Finanzas y la Oficina del Secretario Colonial pasó a denominarse Departamento de Asuntos Internos. La Real Proclamación del 10 de septiembre también designó a los miembros de la Cámara de Representantes como "M.P." (Miembro del Parlamento). Anteriormente fueron designados "M.H.R." (Miembro de la Cámara de Representantes).
Se emitieron cartas de patente para confirmar el cambio de estatus de Nueva Zelanda, declarando que "habrá un Gobernador y un Comandante en Jefe en y sobre Nuestro Dominio de Nueva Zelanda". El estado de dominio permitió que Nueva Zelanda se volviera virtualmente independiente, mientras mantenía al monarca británico como jefe de Estado, representado por un gobernador nombrado en consulta con el Gobierno de Nueva Zelanda. El control sobre la defensa, las enmiendas constitucionales y (parcialmente) los asuntos exteriores permanecieron en manos del gobierno británico.
Joseph Ward había pensado que los neozelandeses estarían "muy satisfechos" con el nuevo título. En realidad, el estatus de Dominio se recibió con entusiasmo o indiferencia limitados por parte del público en general, quienes no pudieron discernir ninguna diferencia práctica. El estatus de dominio simbolizaba el cambio de Nueva Zelanda al autogobierno, pero este cambio se había logrado prácticamente con el primer gobierno responsable en la década de 1850.
El historiador Keith Sinclair comentó más tarde:

... el cambio de título, para el cual no había habido demanda, produjo poco interés público. En gran parte fue considerado como el espectáculo personal de Ward ... fue meramente cosmético.

Según Dame Silvia Cartwright, decimoctava gobernadora general de Nueva Zelanda, en un discurso de 2001:

Este evento pasó relativamente poco conocido. Se atrajo poco comentario. Esto ilustra que lo que puede aparecer como un hito constitucional, particularmente desde este punto en el tiempo, debe verse en su contexto. Y así, aunque se emitieron nuevas Cartas de Patentes e Instrucciones Reales en 1907, y se omitió el requisito de reservar ciertas clases de Bill para el placer de Su Majestad, Nueva Zelanda ciertamente no adoptó el estatus de dominio con el vigor de una nación joven que busca la independencia.

En 1917, se emitieron de nuevo cartas de patente, re-designando al gobernador como "gobernador general". Los cambios en el título del virrey tenían la intención de reflejar más completamente el estatus de autogobierno de Nueva Zelanda. La patente de 1917 constituyó la oficina del "Gobernador General y Comandante en Jefe en y sobre Nuestro Dominio de Nueva Zelanda".
Hasta 1911, Nueva Zelanda utilizó el real escudo de armas del Reino Unido en todos los documentos oficiales y edificios públicos, sin embargo, tras su nuevo estatus, se diseñó un nuevo escudo de armas para Nueva Zelanda. El 26 de agosto de 1911 se emitió una orden real que otorgaba las armas y se publicó en la Gaceta de Nueva Zelanda el 11 de enero de 1912.
A pesar del nuevo estatus, hubo cierta aprensión en 1919 cuando el primer ministro Bill Massey firmó el Tratado de Versalles (otorgando a Nueva Zelanda la membresía de la Sociedad de las Naciones). Este acto fue un punto de inflexión en la historia diplomática de Nueva Zelanda, lo que indica que el dominio tenía un grado de control sobre sus asuntos exteriores. El propio Massey no lo vio como un acto simbólico y hubiera preferido que Nueva Zelanda mantuviera un papel deferente dentro del imperio.

## El dominio se hace más grande
El territorio antártico de la Dependencia Ross, anteriormente bajo la soberanía del Reino Unido, es considerado hoy por Nueva Zelanda como parte del Dominio de Nueva Zelanda desde el 16 de agosto de 1923. La legalidad de esa afirmación contemporánea ha sido cuestionada pero es empero la posición de Nueva Zelanda.
Las Islas Cook y Niue ya formaban parte del Dominio de Nueva Zelanda en la fecha en que se proclamó. Ambos se convirtieron en parte de la Colonia de Nueva Zelanda el 11 de junio de 1901. Samoa Occidental nunca fue parte de Nueva Zelanda, sino que fue objeto de un mandato de la Sociedad de las Naciones y, posteriormente, de un Acuerdo de Administración Fiduciaria de las Naciones Unidas. Sin embargo, en 1982, el Consejo Privado permitió que los samoanos nacidos bajo la administración de Nueva Zelanda (es decir, antes de 1962) reclamaran la ciudadanía de Nueva Zelanda.